# Moteb al-Harbi
Moteb al-Harbi (arabisch متعب الحربي, DMG Mutʿib al-Ḥarbī; * 19. Februar 2000) ist ein saudi-arabischer Fußballspieler.

## Karriere

### Klub
Seit der Jugend war er bei al-Shabab und wechselte zur Saison 2021/22 von deren U23 fest in die erste Mannschaft.

### Nationalmannschaft
Seinen ersten Einsatz in der saudi-arabischen Nationalmannschaft erhielt er am 1. Dezember 2021 bei einer 0:1-Niederlage gegen Jordanien während der Gruppenphase des FIFA-Arabien-Pokals 2021 und spielte durch.